# Centro Acuático de Málaga
El Centro Acuático de Málaga es la mayor instalación para la práctica de deportes y actividades acuáticas en la ciudad de Málaga. Fue inaugurado el 24 de junio de 2008 con el motivo de la celebración del Campeonato Europeo de Waterpolo. 
Tiene una capacidad para 17.000 usuarios en verano y 15.000 en invierno. Cuenta con gradas para 860 espectadores.
Está ubicado al sudoeste del centro de la ciudad, entre la autovía A-7 y el mar Mediterráneo, en la desembocadura del río Guadalhorce, en el confín sur del distrito de Carretera de Cádiz. Se encuentra junto al Estadio Ciudad de Málaga y al Palacio de Deportes José María Martín Carpena.

## Instalaciones
El centro, que tiene una superficie total de 25.000 m² (13.900 m² de construcción), cuenta con tres piscinas interiores, una olímpica de 50 m, otra de 34,5m, de profundidad y longitud regulable, y otra con jacuzzis y zonas termales de relajación. También posee, en el exterior, una piscina olímpica de 50 m, y en el futuro se construirá una piscina de saltos.
Además ofrece un área de fitness (con salas de musculación, spinning, aeróbic, pilates, taichi, yoga), un centro médico y estético, y una zona comercial con restaurantes.

## Principales acontecimientos deportivos
- 2008: XXVIII Campeonato Europeo de Waterpolo Masculino y XII Campeonato Europeo de Waterpolo Femenino.
- 2009: Campeonato de España Absoluto de Natación